# Авиагородок (Санкт-Петербург)
Авиагородо́к — исторический район на юге Санкт-Петербурга, к северу от Пулковских высот, южнее Окружной железной дороги. К Авиагородку относятся улица Пилотов, Штурманская улица, Взлётная улица и Вертолётная улица.

## История

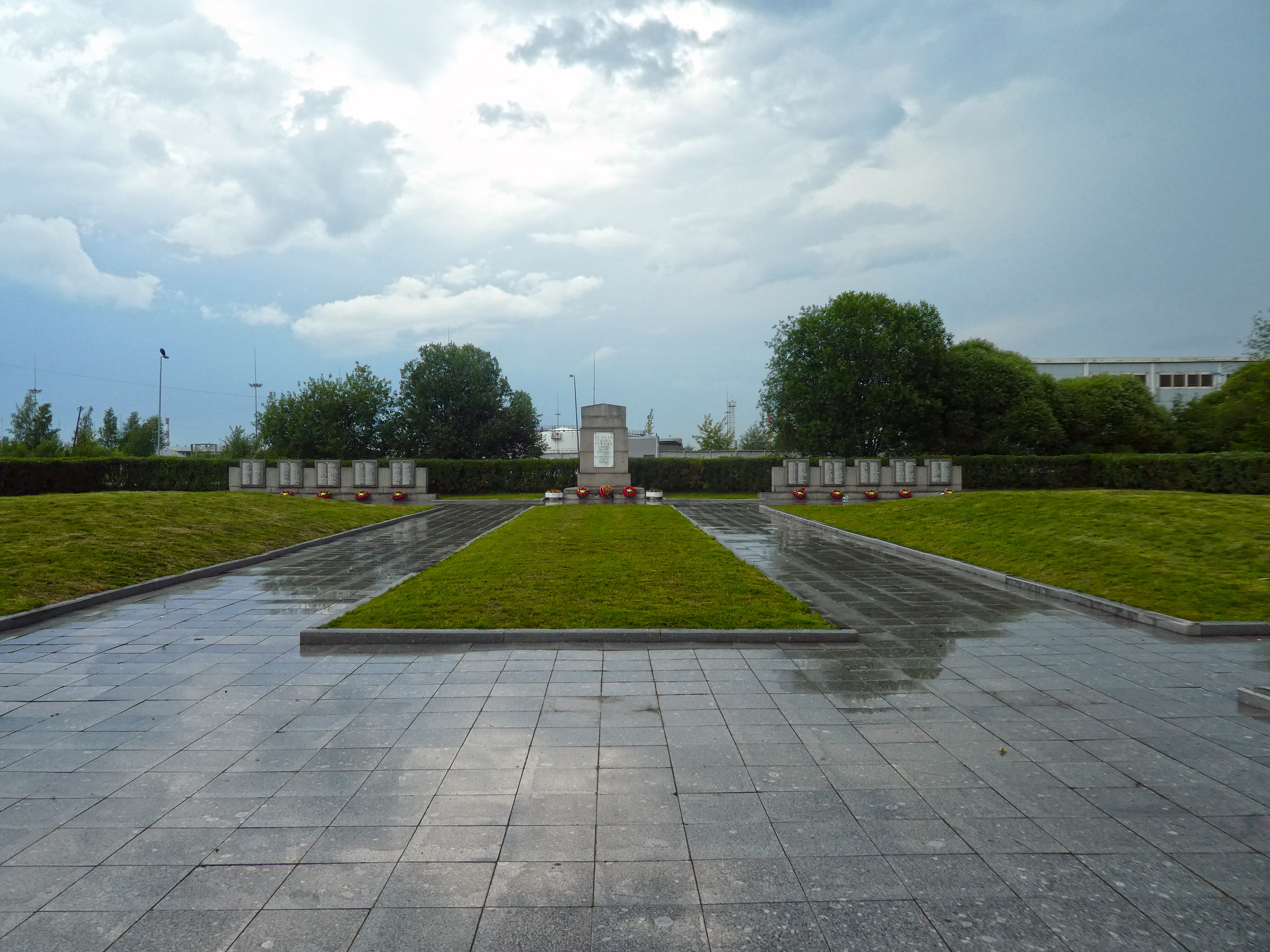
воинское кладбище «Аэропорт»

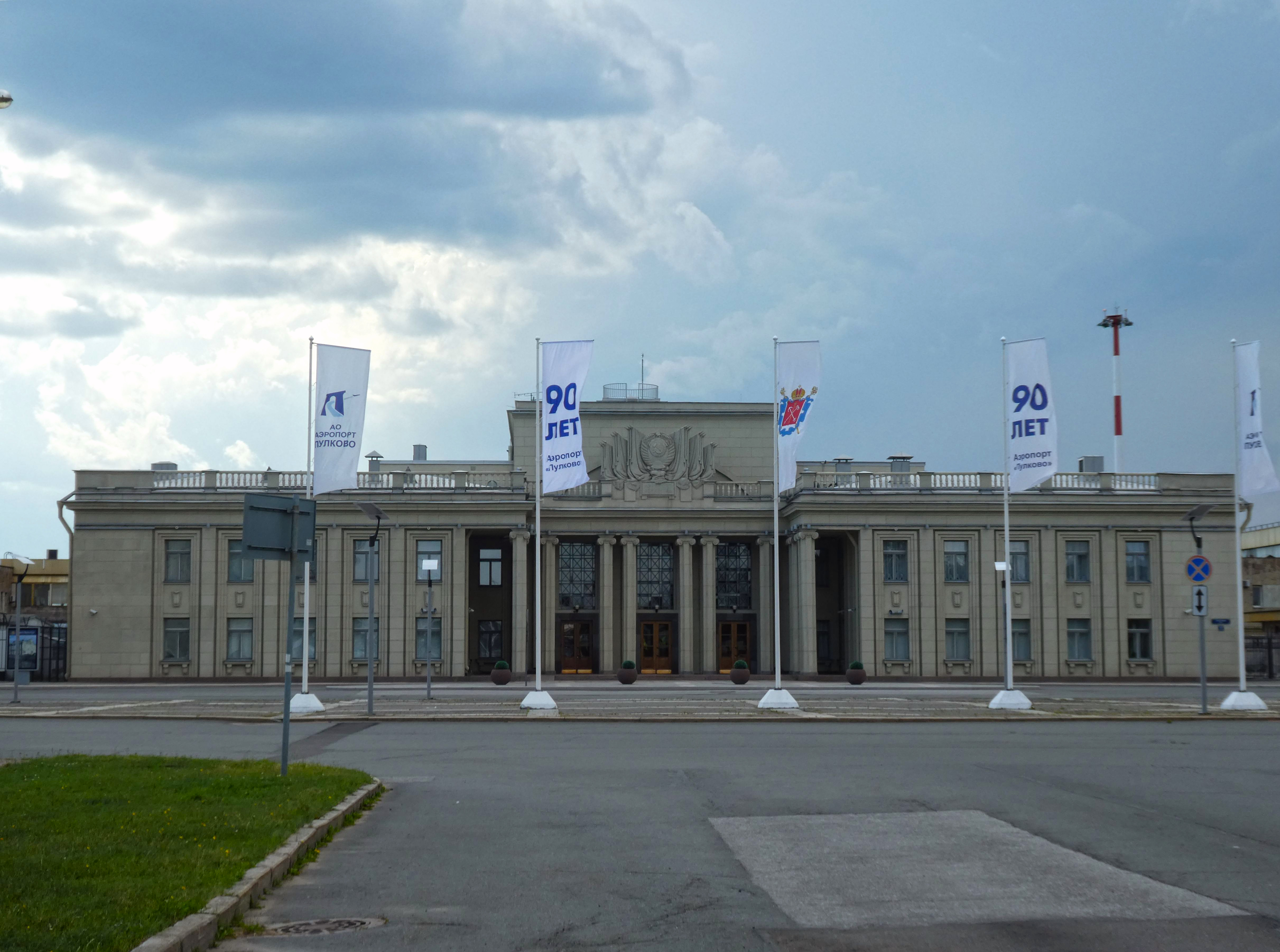
Здание аэровокзала Пулково-2

В конце 1920-х возник проект строительства в этом районе аэропорта и жилого городка. Строительство началось в 1931 году. К началу 1940-х были построены аэродром и аэровокзал «Шоссейная», несколько жилых домов, школа, магазин и медпункт. В годы Великой Отечественной войны здесь проходила передовая линия обороны Ленинграда, большинство построек было разрушено.
Жилищное строительство в районе было возобновлено в 1960-х годах. В 1972 году обновлённый аэродром получил новое название аэропорт Пулково.
В Авиагородке находится Академия гражданской авиации, основанная в 1955 году, профессиональное училище № 62 на улице Пилотов, д. 32. Также садоводство, «Аккумуляторный завод» и «Полет».
Улицы Авиагородка с 1976 года носят названия, связанные с авиацией: Взлётная, Вертолётная, Пилотов, Стартовая, Рейсовая, Штурманская (до строительства КАД связывала Авиагородок с Пулковским шоссе, теперь упирается в КАД и выезд на Пулковское шоссе осуществляется в объезд). В Авиагородке имеются ДК, библиотека, школа, больница, поликлиника, гостиница, вычислительный центр аэропорта «Пулково» (РИВЦ Пулково).

## Достопримечательности

### Аэропорт «Шоссейная»(Стартовая улица, дом 17)
Аэровокзал «Шоссейная» или Аэровокзал «Пулково-2» построен в 1936—1941 годах в стиле сталинского неоклассицизма по проекту архитектора Г. В. Майзеля, реконструирован и достроен в 1948—1951 годах по проекту архитекторов А. И. Гегелло, Н. Н. Лансере, Л. Н. Ротинова, Ф. П. Шелоумова. В 1973 году получил новое название аэропорт «Пулково». Реконструирован в 1986 году в обновленный аэровокзальный комплекс Пулково-2. Последний рейс из этого здания был выполнен 27 марта 2014 года.

### Санкт-Петербургская авиаремонтная компания «СПАРК» (улица Пилотов, дом 12)
Авиационно-ремонтная база ГВФ или Санкт-Петербургская авиаремонтная компания «СПАРК». Здание в стиле сталинского неоклассицизма построено в 1931 году. За это время носило название Ленинградские авиаремонтные мастерские ГВФ, ПАРМ-79, ЛАРМ № 21 СУ ГВФ, Завод № 21 Гражданской Авиации, с 1993 года носит название Санкт-Петербургская авиаремонтная компания ОАО «СПАРК».

### Университет Гражданской Авиации(улица Пилотов, дом 38)
Академия Гражданской Авиации или Университет Гражданской Авиации. Современное здание построено в 1971 году. С 2004 году учебное заведение носит название Санкт-Петербургский университет гражданской авиации.

## Транспорт
До Авиагородка можно добраться за 15 минут от метро «Проспект Ветеранов», от автостанции на улице Костюшко и от метро «Московская» на автобусах № 13, 13А, 263.